# Ama (Japón)

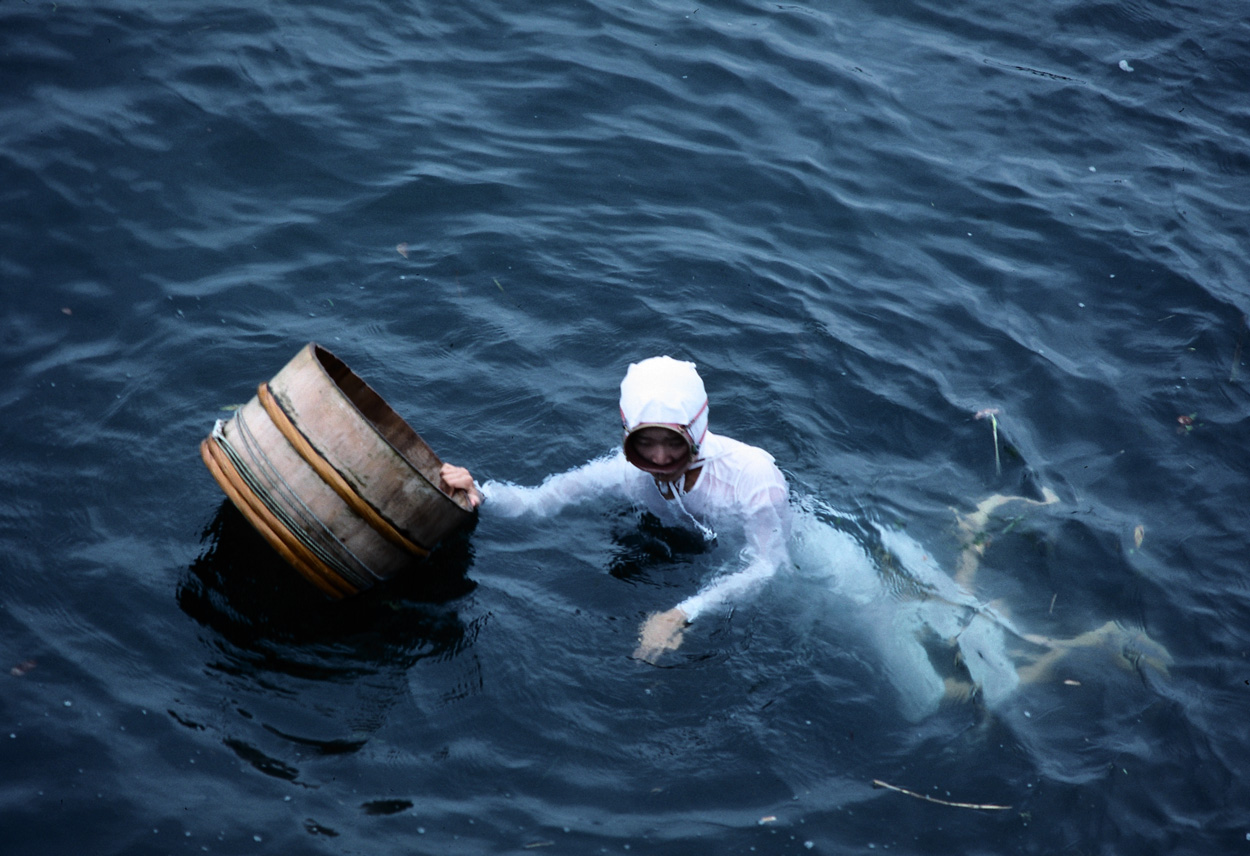
Una ama en la prefectura de Mie.

Una ama (海人?) —llamada uminchu en okinawense o kaito en la península de Izu— es una buceadora japonesa que se dedica a la pesca subacuática y la recolección de perlas. En el idioma japonés, ama significa «mujer buceadora» y se utiliza el ideograma 海女 para referirse a mujeres y 海士 para referirse a los hombres, aunque la mayoría de las amas son mujeres.

## Historia
La tradición japonesa sostiene que la práctica de las amas puede tener unos 2000 años de antigüedad. Una de las primeras referencias escritas que existen respecto a estas buceadoras es el Gishi Wajinden (魏志倭人伝?), publicado hacia el 286 a. C. El caso de las amas japonesas es bastante similar a las haenyeo de Corea, que también tienen una larga tradición histórica. Reflejo de la importancia que suponía esta industria es el hecho de que mediados de la década de 1960 trabajaban en las costas de Corea y Japón unas 30 000 buceadoras. Sin embargo, desde esa fecha el número de buceadoras ha ido decreciendo considerablemente.
En la actualidad, sin embargo, constituyen un  importante elemento cultural y turístico en las zonas de Japón donde permanecen activas.

## Características

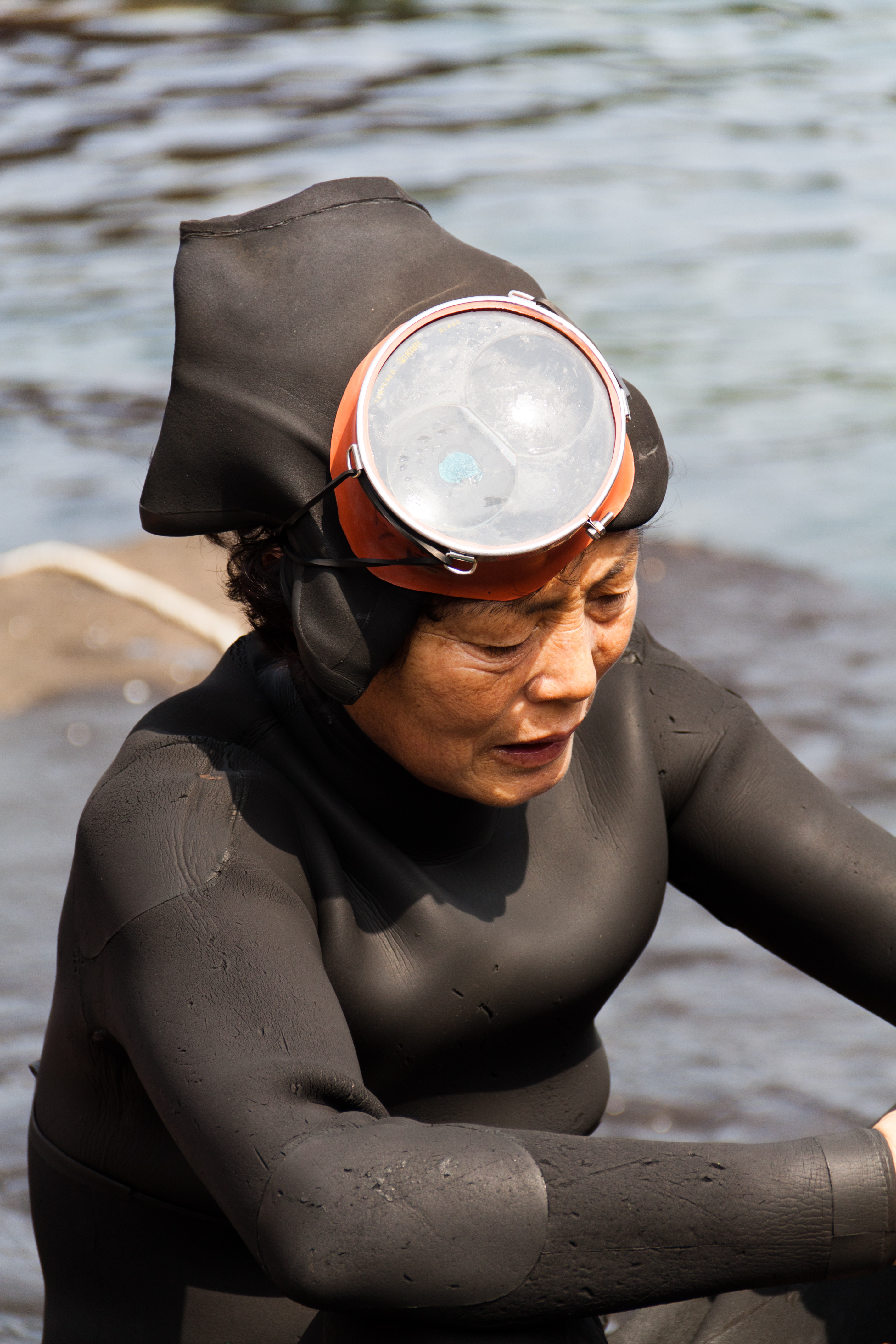
Las haenyeo son el equivalente coreano a las amas japonesas.

Tradicionalmente las amas japonesas se subdividen en tres grados: las buceadoras más jóvenes son conocidas como koisodo y suelen realizar inmersiones de 2-4 metros; las nakasoido son las buceadoras de más de veinte años, que cuentan cuentan con una cierta experiencia y son capaces de realizar inmersiones de 4-7 metros de profundidad; por último, las buceadoras más experimentadas son conocidas como ooisodo —con más de veinte años de experiencia— y realizan inmersiones de 15-20 metros de profundidad. En una situación normal, una ama experimentada realiza cincuenta inmersiones por la mañana y otras tantas durante la tarde. En el caso de las buceadoras más expertas, las inmersiones son a pulmón abierto suelen durar unos 30 segundos, con pausas intermedias de medio minuto en las que regresan a la superficie.
Muchas de las buceadoras empiezan desde jóvenes y continúan trabajando durante buena parte de su vida. Tradicionalmente, incluso en fechas tan recientes como la década de 1960, las amas realizaban inmersiones llevando solamente pareos. En fechas más cercanas han ido introduciendo el uso de trajes acuáticos, aunque las inmersiones seguían realizándose sin equipos de buceo o botellas de oxígeno.
Sus capturas consisten principalmente en perlas, pero también abulones o algas.

## Cultura popular
En la actualidad constituyen un elemento muy conocido de la cultura tradicional japonesa. Por ejemplo, en 2013 la cadena pública NHK emitió Amachan, un dorama ambientado en torno a las ama en una pequeña localidad costera. Sin embargo, el fenómeno de las buceadoras ha tenido presencia en la cultura japonesa desde fechas muy anteriores. Un buen ejemplo de ello es el grabado El sueño de la esposa del pescador (1814) de Hokusai.